# Fromelles

Fromelles este o comună în departamentul Nord, Franța. În 1 ianuarie 2022 avea o populație de 1.133 de locuitori.